# Петре Роман
Петра Роман (рум. Petre Roman; нар. 22 липня 1946, Бухарест) — румунський політик, активний діяч Румунської революції 1989 року.

## Біографія
У 1968 році здобув фах інженера-електротехніка в Бухарестському політехнічному університеті. У 1971 році здобув диплом Diplôme d'études, а у 1974 році — докторський ступінь з механіки в Університеті Тулузи. У 1985 році Роман повернувся до Бухареста, де він працював у соборі гідротехніки.
Був одним з тих, хто першими зайняли румунське телебачення і проголосили заснування румунського Фронту національного порятунку. Займав посаду прем'єр-міністра Румунії в 1989—1991, пішов у відставку після протестних виступів шахтарів на чолі з Мироном Козмою. Пізніше — президент сенату Румунії (1996—1999), міністр закордонних справ Румунії (1999—2000). Нині — лідер партії «Демократична сила» (заснував її після виходу з Демократичної партії в 2003 р.).
Його батько Вальтер Роман — за походженням трансільванський єврей — був учасником Громадянської війни в Іспанії, видатним діячем РКП, мати — іспанка Ортенсія Вальєхо (Hortensia Vallejo). Вони уклали шлюб у Москві й мали, крім Петра, ще кількох дітей. У 1974 році Петра Роман одружився з Міорі Джорджеску (Mioara Georgescu), яка народила двох дочок. У лютому 2007 року подружжя заявило про намір розлучитися. У червні 2009 року він одружився з вагітною Сільвією Чіфіріук (на 26 років молодшою за нього) на румунському православному весіллі.

## Джерело
- Familia Roman: lux comunist, lux capitalist [Архівовано 22 лютого 2014 у Wayback Machine.]